# فاکوندو تیو
فاکوندو تیو (اسپانیایی: Facundo Tello‎؛ زادهٔ ۴ مهٔ ۱۹۸۲) داور فوتبال اهل آرژانتین است. وی از سال ۲۰۱۳ در لیگ برتر فوتبال آرژانتین و از سال ۲۰۱۹ در مسابقات بین‌المللی قضاوت میکند.